# Immunité diplomatique
Pour les articles homonymes, voir Immunité diplomatique (homonymie).
 (juin 2014).
Si vous disposez d'ouvrages ou d'articles de référence ou si vous connaissez des sites web de qualité traitant du thème abordé ici, merci de compléter l'article en donnant les références utiles à sa vérifiabilité et en les liant à la section « Notes et références ».
L’immunité diplomatique ou, de façon plus rigoureuse, les immunités diplomatiques, est une protection offerte au corps diplomatique (ainsi qu'aux familles des membres de ce dernier) et aux missions diplomatiques par les États d'accueil qui les ont dûment accrédités dans le but d'assurer l'accomplissement efficace des fonctions des missions diplomatiques et consulaires. Bien que son origine remonte à l'Antiquité, ses principes ont été inscrits dans le droit international de 1961 à 1964 par les conventions de Vienne.
On lui associe en général les privilèges diplomatiques.

## Histoire
En Inde, la notion d'immunité apparaîtrait dans les voyages racontés dans l'épopée du Rāmāyaṇa (IVe siècle)[réf. nécessaire].
Dans la Grèce antique, les messagers d'un gouvernement étranger ne bénéficiaient d'aucune immunité[réf. nécessaire], et étaient quelquefois assassinés lorsqu'ils portaient des messages qui déplaisaient : ceci a été le cas des envoyés de Darius Ier exigeant la soumission des cités grecques... et qui ont été noyés à Sparte dans des puits.
Au Moyen Âge, l’immunité diplomatique était garantie par le droit romain mais très difficile à faire respecter dans les faits. Il restait utile de disposer de sauf-conduits de différentes sortes, encore ceux-ci n’étaient-ils pas toujours efficaces.
À la Renaissance, l'immunité diplomatique n'était toujours pas de coutume[réf. souhaitée]. Ainsi, en 1538, François Ier avait fait rouer de coups l'ambassadeur d'Henri VIII, Edmund Bonner, pour son comportement insolent[réf. nécessaire].
En 1709, le Parlement britannique est le premier à instituer l'immunité diplomatique après qu’Andreï Artamonovitch Matveïev, un Russe résidant à Londres, a été victime de violences verbales et physiques de la part d'huissiers anglais.

## Cadre légal
L'immunité diplomatique est inscrite dans le droit international par la convention de Vienne du 18 avril 1961 sur les relations diplomatiques (symboliquement, les négociations se déroulent à Vienne en Autriche, ville située sur le rideau de fer) complétée par la convention de Vienne du 24 avril 1963 sur les relations consulaires et les accords de siège passés entre la France et les organisations internationales.

## Immunités
Ces immunités peuvent concerner l'agent et sont :
- l'inviolabilité : l'agent diplomatique ne peut être soumis à aucune forme d'arrestation ou de détention même temporaire sauf en cas de flagrant délit[1] ;
- l'immunité de juridiction : l'agent diplomatique jouit de l'immunité de juridiction pénale, civile et administrative, qui a pour effet de le faire échapper à la compétence des tribunaux de l'État d'accueil[1] ;
- l'immunité d'exécution : aucune mesure d'exécution ne peut être prise à son égard[1].

Cette protection s'applique de façon plus ou moins complète à tous les agents diplomatiques, au personnel administratif et technique, aux fonctionnaires consulaires de carrière et à leurs familles d'un pays tiers par un pays hôte pendant leur séjour.
En ce qui concerne les missions diplomatiques :
- l'inviolabilité couvre les locaux officiels (qui ne peuvent faire l’objet de perquisition, saisie ou autre mesure d’exécution) et la correspondance officielle (qui ne peut être saisie), à commencer par les valises diplomatiques ou consulaires (qui ne peuvent être ni ouvertes, ni retenues, ni soumises à des contrôles électroniques ou par rayons X)[4].
- l’immunité de juridiction si l’acte qui donne lieu au litige constitue un acte de puissance publique ou a été accompli dans l’intérêt d’un service public.

## Levée de l'immunité diplomatique
Le pays d'accueil peut demander aux autorités du pays d'origine de lever l'immunité d'un de ses agents en cas d'infractions graves.
L'immunité diplomatique ne peut en effet être levée qu'avec l'autorisation du pays dont l'agent diplomatique assure la représentation par l'accord écrit du Premier ministre (ou l'équivalent) contresigné par le ministre des Affaires étrangères de son pays d'origine.
En revanche, l'article 9 de la Convention de Vienne de 1961 et l'article 23 de celle de 1963 prévoient qu'à tout moment, et sans avoir à motiver cette décision, l'État accréditaire peut informer l'État accréditant que le chef de mission ou tout autre membre de la mission est considéré comme persona non grata.
L'article 44 de la Convention de Vienne sur les relations diplomatiques de 1961 dispose que les privilèges et immunités sont inaliénables, y compris en cas de rupture des relations diplomatiques ou de conflit entre les États (auquel cas l'État accréditant doit fournir une aide logistique au retour des personnes et des biens). Cette mesure ne concerne pas les ressortissants du pays d'accueil qui jouiraient d'un statut diplomatique.

## Situation selon les pays

### En France
Le gouvernement français étant plus expansif que les conventions ne l'exigent, l'immunité est systématique en France, pour les diplomates, l'ensemble du personnel lié à une représentation quelle que soit sa forme (ambassade, consulat, représentation commerciale...), ainsi qu'à toute leur famille, invités et employés de maison, et ce en toute situation, c'est-à-dire même en dehors de l'exercice des fonctions diplomatiques.